# Латан, Кристина
Кристина Латан (нем. Christina Lathan, в девичестве Бремер; 28 февраля 1958 года, Альтдёберн, ГДР) — восточно-германская легкоатлетка, специализировавшаяся на беге на дистанции 400 метров. Олимпийская чемпионка 1976 года в составе женской эстафеты 4×400 метров.

## Карьера
В 1975 году Кристина завоевала три золотые медали (в беге на 400 метров, эстафетах 4×100 и 4×400 метров) на юниорском первенстве Европы.
В следующем году немецкая бегунья установила мировой рекорд на 400-метровке — 49,77 секунды, а на Олимпийских играх-1976 в Монреале стала серебряным призёром, уступив Ирене Шевиньской из Польши. В эстафете же Бремер стала чемпионкой вместе с подругами по команде Дорис Малецки, Бригитт Роде и Эллен Штрайдт, опередив квартет из США.
Через четыре года на Олимпиаде-1980 в Москве Кристина Латхан, показав в финале свой лучший результат в карьере, завоевала бронзу на дистанции 400 метров (первенствовала соотечественница Марита Кох, а серебро досталось чешке Ярмиле Кратохвиловой). В составе эстафетной команды 4×400 метров вместе с Барбарой Круг, Габриэлой Лёве и Маритой Кох на этих Играх была завоёвана серебряная медаль.